# Fritz Österlind

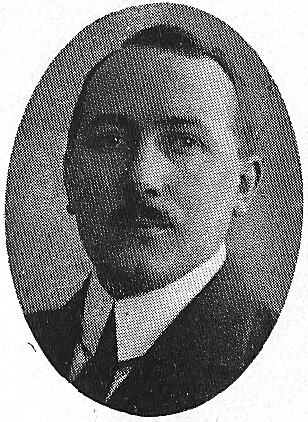
Fritz Österlind

Fritz Salomon Österlind, född 27 februari 1885 Hörby, Skåne, död 27 oktober 1959, var en svensk arkitekt, verksam i Malmö.

## Biografi
Österlind studerade vid Tekniska Yrkesskolan i Malmö från 1899 till 1910 och därefter vid Kunstakademiet i Köpenhamn. Han var anställd som ritbiträde hos malmöarkitekterna August Ewe och Carl Melin från 1907. Han blev Carl Melins närmaste man och sedan denne lämnat samarbetet med Ewe startade Österlind eget arkitektkontor.
Österlind var en av de mest produktiva arkitekterna i Malmö under åren omkring 1930. Verksamheten omfattade huvudsakligen flerbostadshus och villor. Han hade det arkitektoniska ansvaret för flertalet av HSB:s projekt i Malmö fram till mitten av 1930-talet. 
Han var verksam som lärare i byggnadslära och ritning vid Tekniska Läroverket och Tekniska Yrkesskolan i Malmö. Österlind engagerade sig även i Skånska föreningen för Byggnadskultur och han utarbetade typritningar för egnahem åt Statens Byggnadsbyrå.

## Ett urval byggnader

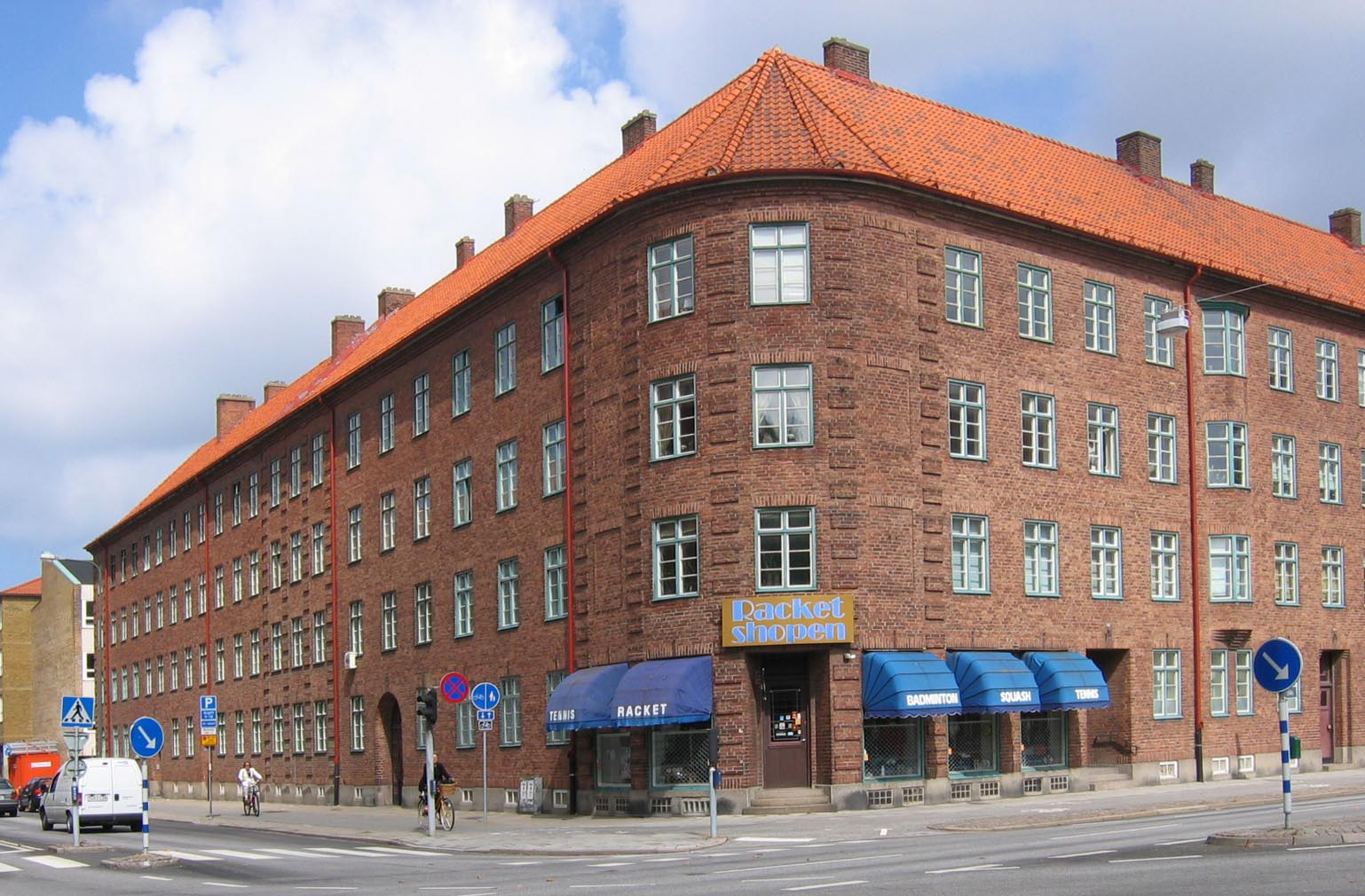
Kvarteret Ulrika, bostadshus vid korsningen Föreningsgatan/Exercisgatan i Malmö.

- Kvarteret Ulrika, Föreningsgatan, Malmö (HSB:s första byggnad i Malmö, 1926-27)
- Biografen Metropol, Hörby (1925)
- Beleshögsvägen 34, Malmö (1927)
- Storgatan 47-49 / Fersens väg 4-12, Malmö (1929-30)
- Grönegatan 8, Lund (1932)
- Gyllenkroks allé 11, Lund (1928)
- Bostäder i friliggande lamellhus på Kapellplan 1-7 och Kapellgatan 14, Malmö (1934-35)
- Bostadshus Västra Sorgenfri (Mäster Danielsgatan 4, Mäster Henriksgatan 10 m fl), Malmö (1931-35)